# Губер Борис Андрійович
Борис Андрійович Губер (1903—1937) — російський радянський прозаїк та поет, літературний критик.

## Походження та навчання
Борис Губер народився 9 липня 1903 року в селі Кам'янка Київської губернії (нині районний центр Черкаської області) у родині управителя маєтком. Він молодший брат відомого сходознавця академіка Олександра Андрійовича Губера. Їх прадідом був голова Московської євангелічно-лютеранської консисторії Йоганн Самуель Губер, що приїхав до Російської імперії в 1807 році. Борис Губер навчався в гімназії, у Вольському кадетському корпусі. А вірші почав писати з 14 років.
З 1918 році Борис Губер жив у Карачарово Тверської губернії, де організував аматорський театр.
Він також брав участь у громадянській війні на боці червоних (1920). Після демобілізації працював вчителем, бібліотекарем, а також різноробочим.

## Творча діяльність
Значну роль у залученні Бориса Губера до літератури зіграла Валентина Віталіївна Герн, дружина директора санаторію Карачарово, в салоні якої бували поети-символісти; вона познайомила Губера з Євгеном Замятіним, учасниками групи «Серапіонові брати». Зустрічі в салоні Герн відіграли значну роль у становленні Бориса Губера як поета та прозаїка.
Перший вірш Бориса Губера було надруковано в журналі «Червоний артилерист» (1921). У 1922 році Губер почав роман «Врід», а остаточно перейшов на прозу в 1924 році. У прозі позначається вплив Івана Буніна.
В цей час Борис Губер переїхав до Москви і прилучився до літературної групи «Перевал». Він був близьким другом Олександра Воронського. До групи в різний час входили Іван Катаєв, Андрій Платонов, Михайло Пришвін та інші.
Борис Губер — автор книг: «Шарашкіна контора» (1924), «Джаїр» (1926), «Сусіди» (1926), «Відома Шурка Шапкіна» (1926), «Несплячі» (1931), «Бабине літо» (1934), «Квітень» (1936) та інших.
В середині 1930-х років Борис Губер, як і деякі члени «Перевалу» відвідували літературний салон Євгенії Соломонівни Хаютіної, дружини глави НКВС Миколи Єжова. Це знайомство зіграло фатальну роль у житті Бориса Губера: його та інших членів «Перевалу» звинуватили у спробі вбити Єжова. Їх план нібито полягав у тому, що коли Єжов прийде з роботи і пройде до своєї кімнати, Борис Губер повинен відкрити вхідні двері «бойовика», а той — вбити наркома.

## Арешт та смертна кара
20 червня 1937 року Борис Андрійович Губер був заарештований. Тоді ж затримали і Олександра Воронського, Івана Катаєва, Миколу Зарудіна. Менш ніж через місяць всі вони були засуджені до вищої міри покарання за «участь у контрреволюційній терористичній організації» і розстріляні як «вороги народу» в один день — 13 серпня 1937 року. Поховані у спільній могилі № 1 на Донському кладовищі.
Борис Андрійович Губер, як і його «спільники», був реабілітований у 1956 році. Дату і обставини смерті Бориса Губера рідні дізналися тільки в 1991 році.

## Твори
- Шарашкина контора. [Архівовано 29 липня 2018 у Wayback Machine.] — М.-Л.: ЗИФ, 1926.
- Шарашкина конетора. — М., 1927.
- Соседи. — М., 1927.
- Известная Шурка Шапкина. [Архівовано 25 липня 2018 у Wayback Machine.] — М.-Л.: ГИЗ, 1927.
- Джаир. — М., 1927.
- Бабы придумали. — 1928. [Архівовано 25 липня 2018 у Wayback Machine.]
- Простая причина. — М.: Федерация, 1928.
- Сыновья. — 1930. [Архівовано 29 липня 2018 у Wayback Machine.] (совм. с Г. Глинкой) Эшелон опаздывает. — М.: Федерация, 1932.
- Неспящие (сборник очерков о кубанском колхозе). — М.: Федерация, 1931.
- Бабье лето. — М., 1934.
- Апрель. — М., 1936.
- Дружба. — 1936.
- Бабье лето. — М.: Советский писатель, 1959.